# Goldswil
Goldswil (toponimo tedesco) è una frazione del comune svizzero di Ringgenberg, nel Canton Berna (regione dell'Oberland, circondario di Interlaken-Oberhasli).

## Geografia fisica
Goldswil si affaccia sul Lago di Brienz.

## Storia
Già comune autonomo che apparteneva al distretto di Interlaken, nel 1850 è stato accorpato a Ringgenberg.

## Monumenti e luoghi d'interesse

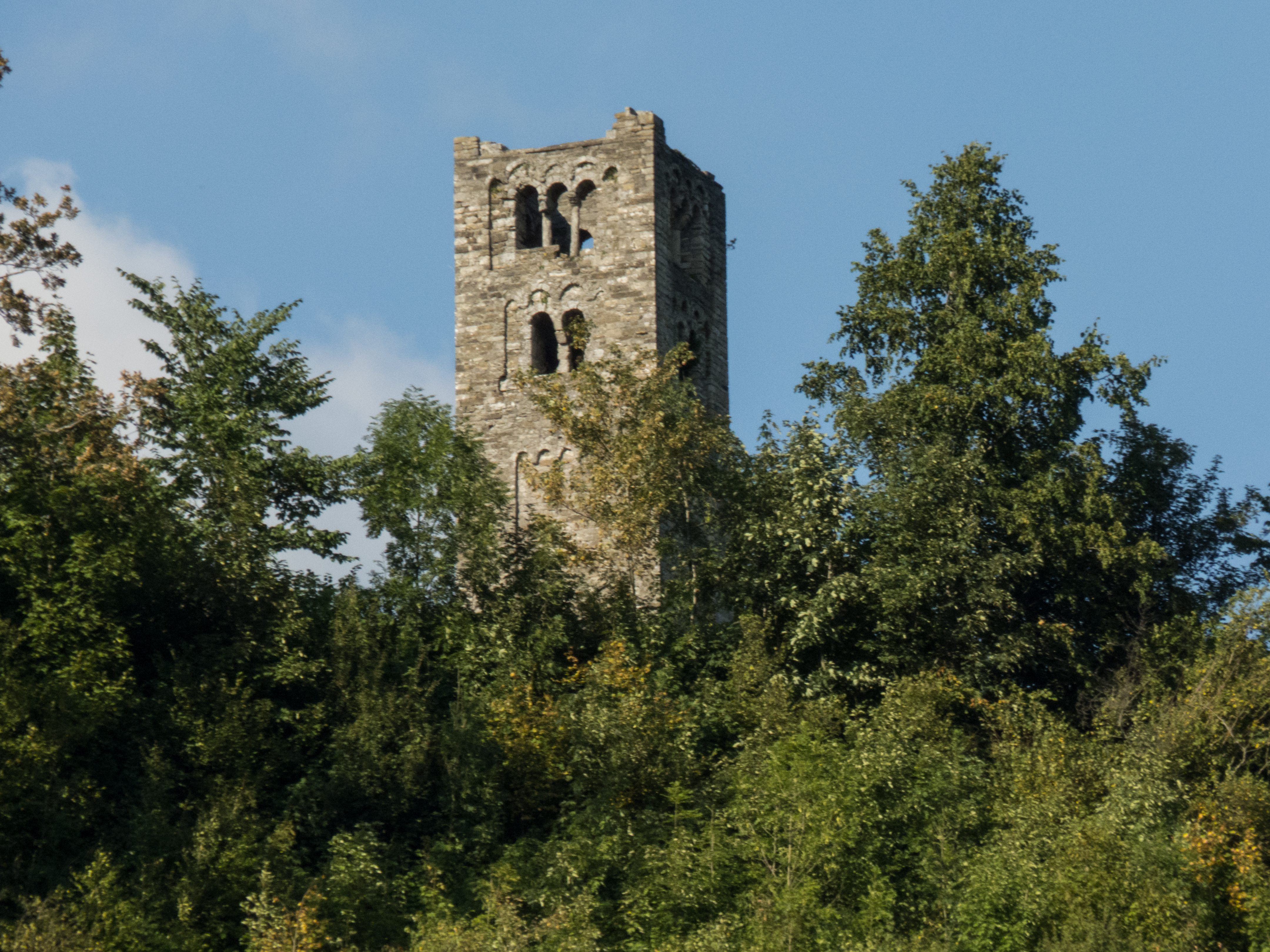
Le rovine della chiesa di San Pietro

- Rovine della chiesa di San Pietro, eretta nell'XI secolo[1].

## Società

### Evoluzione demografica
L'evoluzione demografica è riportata nella seguente tabella:
Abitanti censiti

## Amministrazione
Ogni famiglia originaria del luogo fa parte del cosiddetto comune patriziale e ha la responsabilità della manutenzione di ogni bene ricadente all'interno dei confini del comune.